# Dichapetalum bangii
Dichapetalum bangii är en tvåhjärtbladig växtart som först beskrevs av F. Didr., och fick sitt nu gällande namn av Adolf Engler. Dichapetalum bangii ingår i släktet Dichapetalum och familjen Dichapetalaceae. Inga underarter finns listade i Catalogue of Life.